# Oggetti non stellari nella costellazione della Bussola
Principali oggetti non stellari presenti nella costellazione della Bussola.

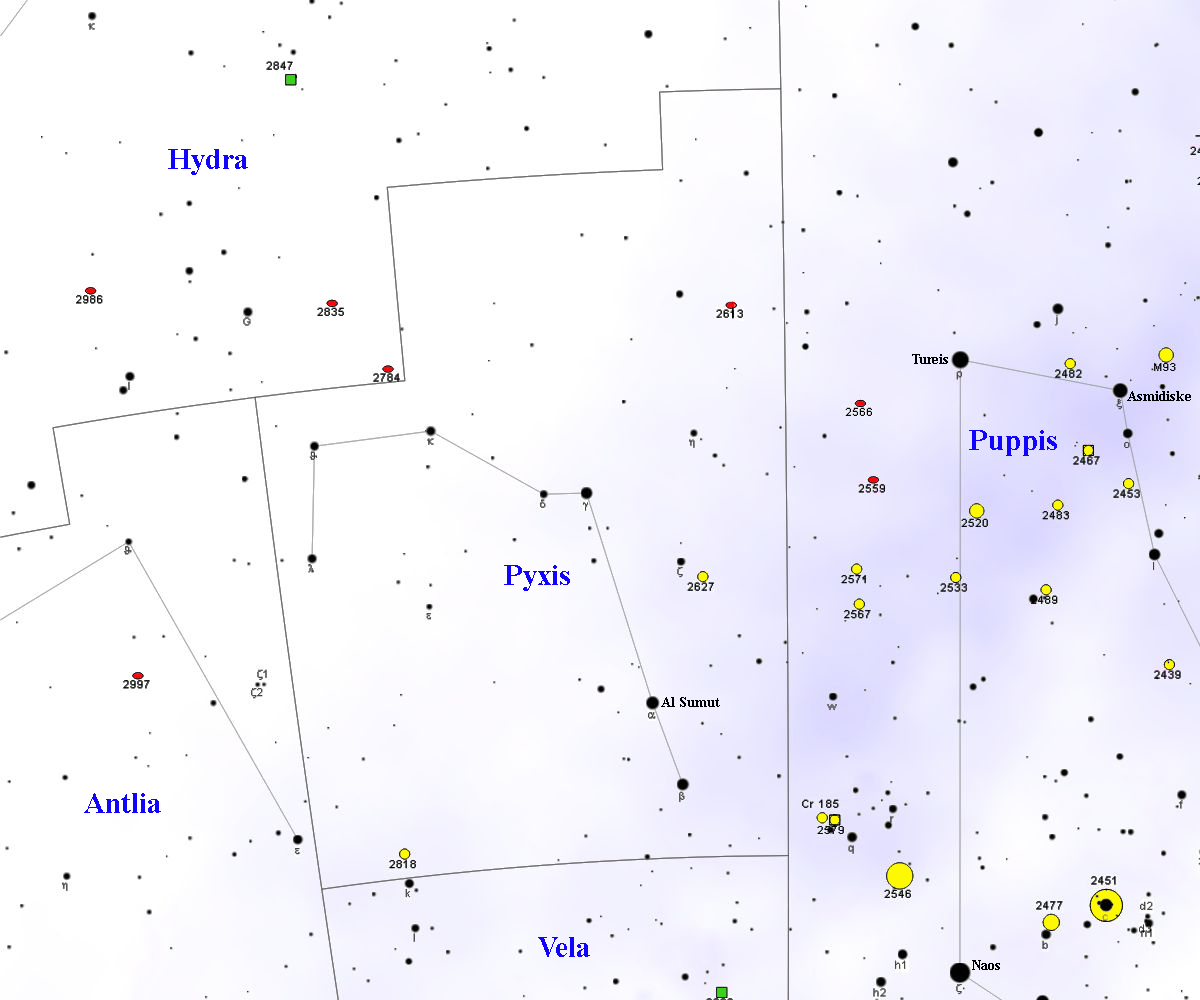
Mappa della costellazione della Bussola.

## Ammassi aperti
- NGC 2627
- NGC 2818

## Nebulosa diffuse
- Sh2-312

## Galassie
- Henize 2-10
- NGC 2613